# داني أورتيز
داني أورتيز (بالإسبانية: Danny Ortiz)‏ (26 يوليو 1976 بغواتيمالا في غواتيمالا - 29 فبراير 2004 بغواتيمالا في غواتيمالا) هو لاعب كرة قدم غواتيمالي في مركز حراسة المرمى. شارك مع منتخب غواتيمالا لكرة القدم. أما مع النوادي، فقد لعب مع نادي كوميونيكيشنس وميونيسيبال وC.D. Suchitepéquez ‏ وDeportivo Carchá ‏.

## وصلات خارجية
- داني أورتيز على موقع قاعدة بيانات كرة القدم.إي يو (الإنجليزية)
- داني أورتيز على موقع ناشيونال فوتبول تيمز (الإنجليزية)
- داني أورتيز على موقع عالم كرة القدم.نت (الإنجليزية)